# Iguaçu (vodopády)

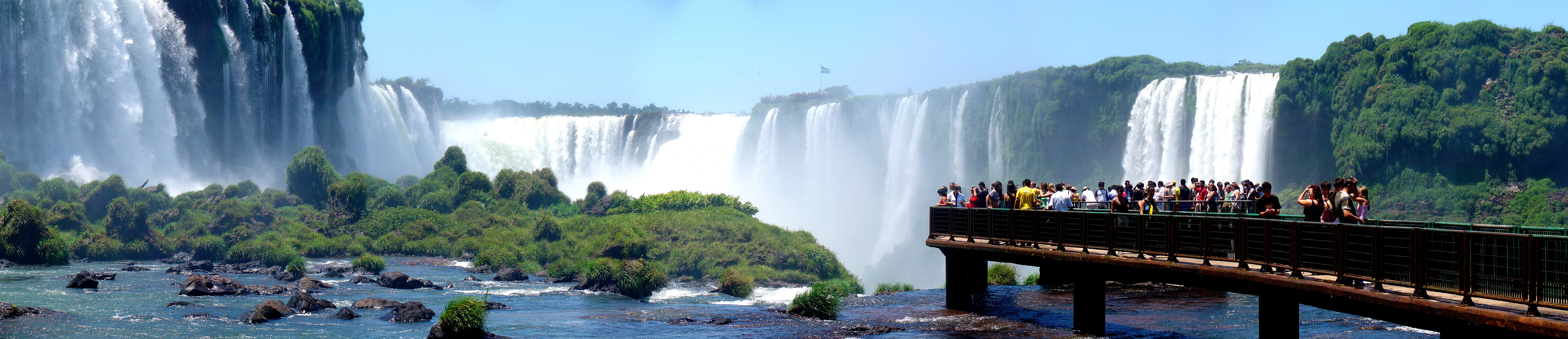
Vodopády z brazilské strany s vyhlídkovou platformou

Vodopády Iguaçu (španělsky Cataratas del Iguazú, portugalsky Cataratas do Iguaçu) představují největší systém vodopádů na Zemi, a proto se řadí mezi sedm nových přírodních divů světa. Leží na řece Iguaçu na hranicích mezi Argentinou a Brazílií na 25°41' jižní šířky a 54°26' západní délky. Voda se zde v přepadu dlouhém asi 2,7 km řítí přes okraj lávové plošiny do hloubky asi 70 metrů. V období dešťů dosahuje průtok až 6500 m³/s vody a existuje asi 270 samostatných vodopádů, v období sucha klesá průtok na 300 m³/s a vodopádů je asi 150. Největším vodopádem jsou Ďáblova ústa (Ďáblův chřtán).
Oba státy, na jejichž hranicích vodopády leží, okolo nich vytyčily rozsáhlé národní parky, Parque Nacional Iguazú na argentinské straně a Parque Nacional do Iguaçu na brazilské straně, které chrání jak vodopády, tak okolní přírodu tvořenou z velké části zachovaným pralesem.
Vodopády jsou hojně navštěvovány turisty, pro něž byly pod vodopády zbudovány speciální lávky a pozorovatelny. Vodopády a oba přilehlé parky byly zařazeny na seznam světového dědictví UNESCO. Lepší pohled na vodopády je z brazilské strany, odkud jsou vidět v celé šíři.
Poměrně blízko vodopádů jsou tři větší města, každé v jiném státě. V Brazílii to je Foz do Iguaçu, kam přilétají návštěvníci vodopádů z celého světa, obvykle přes jiné brazilské letiště. Ve městě se nachází rozsáhlá průmyslová zóna. Po krátké jízdě od vodopádů lze dorazit do Puerto Argentino, které je známé svými nákupními možnostmi.
Totéž lze uvést i o městě Ciudad del Este v Paraguayi, po desetiletí známém jako Puerto Stroessner, které leží na druhém břehu řeky Paraná. Do Ciudad del Este vede silnice s mostem z Brazílie. Své jméno mělo město podle paraguayského diktátora Alfreda Stroessnera, který vládl zemi 35 let, nakonec však skončil ve vyhnanství ve státě Paraná v Brazílii.
Nedaleko od vodopádů se nachází obrovská přehradní nádrž Itaipú na řece Paraná, donedávna největší přehrada a vodní elektrárna na světě. Má 18 turbín, každá má výkon 700 MW, celkový její výkon je tedy 12 600 MW. Jde o společný brazilsko-paraguayský projekt. Elektrický proud je do Brazílie rozváděn vedením o napětí 1500 kV, překvapivě stejnosměrným proudem.